# Franck Tabanou
Franck Tabanou (Thiais, 30 januari 1989) is een Frans voetballer die bij voorkeur als linksbuiten speelt. Hij tekende in juni 2015 een driejarig contract bij Swansea City, dat hem overnam van AS Saint-Étienne.

## Clubcarrière
Tabanou kwam op zestienjarige leeftijd bij Toulouse terecht. Daarvoor speelde hij bij Choisy-le-Roi, Le Havre en CFF Paris. In juli 2008 werd hij bij het eerste elftal gehaald. In vijf seizoenen speelde hij in totaal 138 competitiewedstrijden voor Toulouse, waarin hij vijftien doelpunten scoorde. Tijdens het seizoen 2010-2011 speelde hij een poos als linksachter omdat linksachter Cheikh M'Bengue maanden niet inzetbaar was.
Op 29 juli 2013 verkocht Toulouse Tabanou voor een bedrag van vijf miljoen euro aan Saint-Étienne. Daarmee werd hij in de daaropvolgende twee seizoenen vierde en vijfde in de Ligue 1. In beide jaren speelde hij meer dan dertig competitiewedstrijden.
Tabanou tekende in juni 2015 een driejarig contract bij Swansea City, de nummer acht van de Premier League in het voorgaande seizoen.
1 Zidane ·
1 Ru. Sánchez ·
3 Brau ·
4 Rubio ·
5 Insúa ·
6 Hongla ·
7 Boyé  ·
8 Villar ·
9 Weissman ·
10 Uzuni ·
11 Tsitaisjvili ·
12 Ri. Sánchez ·
13 Martínez ·
14 Miquel ·
15 Neva ·
16 Lama ·
17 Corbeanu ·
18 Jóźwiak ·
19 Reinier ·
20 Ruiz ·
22 Sáenz ·
23 Trigueros ·
24 Williams ·
25 Mariño ·
26 Rodelas ·
27 Faye ·
30 Diao ·
Coach: Escribá